# یوژف چوهایی
یوژف چوهایی (مجاری: József Csuhay؛ زادهٔ ۱۲ مهٔ ۱۹۵۷) بازیکن فوتبال اهل مجارستان بود.
از باشگاه‌هایی که در آن بازی کرده‌است می‌توان به باشگاه فوتبال بوداپست هونود و باشگاه فوتبال ویدتون اشاره کرد.
وی همچنین در تیم ملی فوتبال مجارستان بازی کرده‌است.